# Bassiano
Bassiano (Vassiàno in dialetto locale) è un comune italiano di 1 426 abitanti della provincia di Latina nel Lazio. Detiene la Bandiera arancione.

## Geografia fisica

### Territorio
Nel territorio di Bassiano nasce il torrente Brivolco, che confluisce successivamente nel fiume Ufente nel territorio di Sezze, nella pianura pontina.
Tra le cime che si elevano, ci sono il Dosso dell'Ospedale, il Monte Calovella, il Monte Carbolino, il Monte Castellone, il Monte del Cerro, il Monte della Bufala e il Monte Furchia Vecchia.

### Clima
Classificazione climatica: zona E, 2108 GR/G

## Storia

### Le origini
Le origini di Bassiano e del suo centro collinare non sono ancora del tutto chiare. Qualche autore ha scomodato divinità mitologiche, altri hanno chiamato in causa imperatori romani vantando che Bassiano sia stata fondata dall'imperatore Caracalla, o di portare altresì il nome di San Bassiano vescovo di Lodi. La storia di Bassiano ha inizio certamente intorno al X secolo e parte da un piccolo gruppo di pastori e contadini costretto a rifugiarsi, in questo luogo completamente coperto alla vista della pianura, a causa delle continue scorrerie barbariche.
Le prime notizie scritte su Bassiano sono databili al 1169. In un documento rinvenuto nell'archivio della collegiata di Santa Maria in Sermoneta si fa riferimento al recupero del Castrum sottratto con l'inganno da un certo Gregorio Leonis ad un Signore di Bassiano.
I legami storici e di territorio con l'area della Torre di Acquapuzza, probabile continuazione del castrum latino di Acquaputrida di cui è attestata l'appartenenza all'imperatore Caracalla, farebbero comunque propendere per l'ipotesi di una derivazione del nome dall'antroponimo "Bassianus" forse attribuito anticamente al Castello di Acquapuzza, e solo successivamente trasferito al centro collinare in ragione di una migrazione di popolazione.
Infatti l'area dell'Acquapuzza e della contigua contrada di Antignano, benché oggi risultino isolate da un punto di vista viario dal resto del territorio comunale, in epoche antiche costituivano la principale vie d'accesso al paese collinare, che si trova proprio alle spalle della località pedemontana nascosto da un rilievo montuoso. Tale area pedemontana ha rappresentato inoltre per secoli l'unica porzione di territorio comunale di Bassiano ad affacciarsi ai margini dell'Agro Pontino: un'area ristretta e molto decentrata che conferma il forte legame esistito tra le due località, e che suggerirebbe che la fondazione del centro collinare sia avvenuta con una migrazione a partire dalla più antica località pedemontana quando questa fu abbandonata. Inoltre anche il toponimo di Antignano, o Antignana, ripeterebbe nel nome l'aggettivo "Antoniniano", riferibile sempre a Caracalla e ad una sua Villa la cui esistenza è attestata dalle fonti antiche proprio nelle vicinanze del castrum di Acquaputrida.

### Medioevo

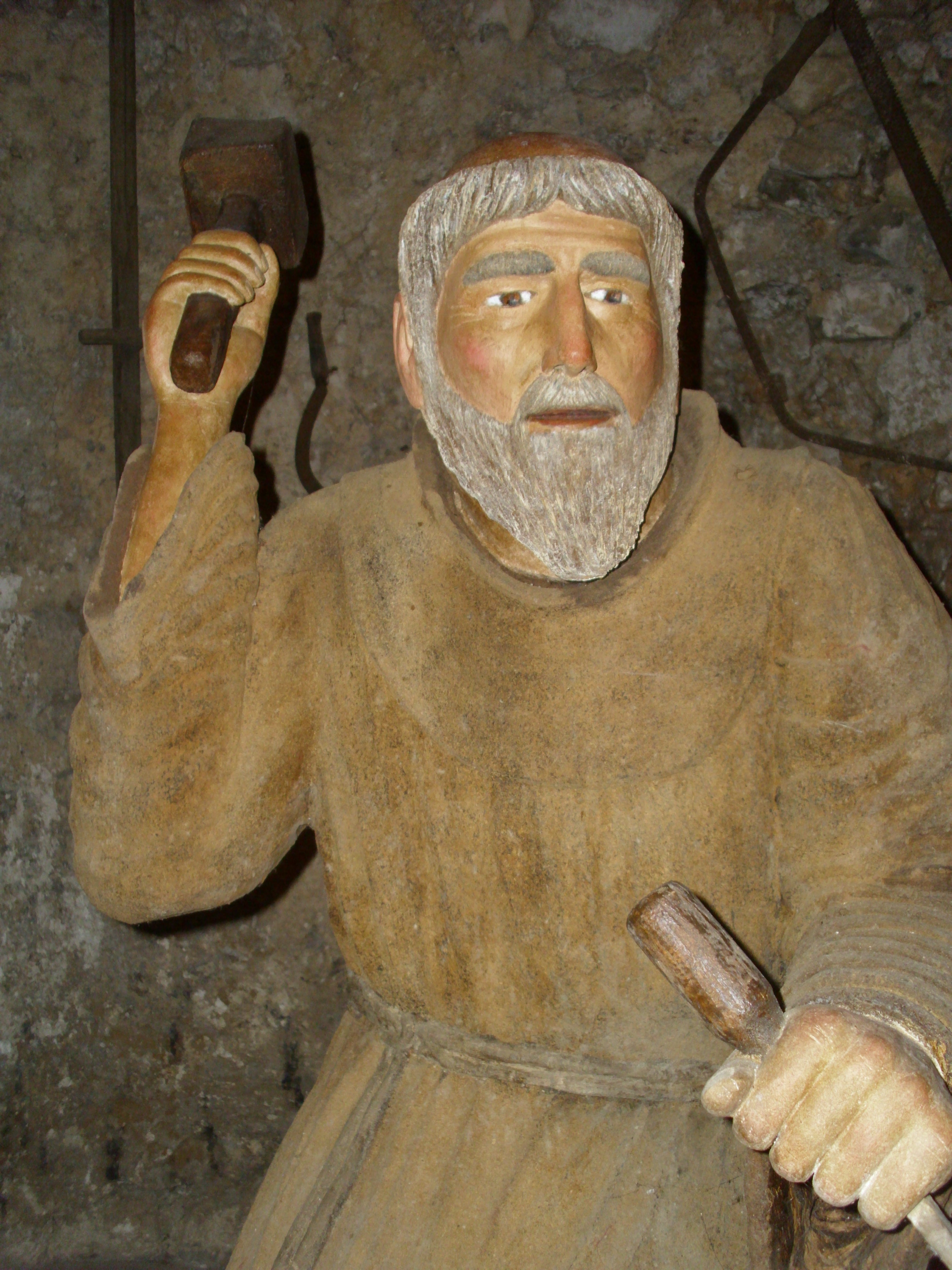
Fra' Vincenzo Pietrosanti di Latina

Nel 1240, Papa Gregorio IX nomina Signore dei Castelli di Sermoneta e Bassiano Trasmondo Annibaldi, per ringraziarlo dell'aiuto ricevuto contro i tentativi di invasione di Federico II. Gli Annibaldi governarono il paese fino al 1297 anno in cui il castello passò in possesso dei Caetani che lo governarono fino alla soppressione dei feudi, fatta eccezione che per un quadriennio (1499 - 1503) in cui governarono i Borgia.
La storia di Bassiano è segnata profondamente dall'azione dei movimenti spirituali del XIII e XIV secolo, che furono i promotori di un rinnovamento sociale. I fraticelli spirituali, rigidi osservanti della regola di San Francesco d'Assisi, che trovarono rifugio nella grotta di Selva Scura, oggi annessa al Santuario del Crocifisso. E per alcuni, i Cavalieri templari che, si ritiene, abbiano lasciato il segno del loro passaggio nel Santuario del Crocifisso e nella piccola chiesa di San Nicola.

### Rinascimento
È solo all'inizio del XVI secolo che i Caetani, con la costruzione del palazzo Baronale, lasciano un'impronta del loro dominio sulla terra di Bassiano. Fu Bonifacio Caetani che nel 1554 fece costruire un importante palazzo, quale rifugio delle insidie della palude e luogo di cura per la sua salute malferma. Il palazzo ingloba nel suo interno case e botteghe medievali che i Caetani nel corso del XV secolo avevano acquistato in località “Porta salamandra” che era la principale via di accesso al Castrum.
Nel 1541 Camillo Caetani promulga gli statuti di Bassiano. Tutto era sotto il controllo del duca: la proprietà, la famiglia, la chiesa. Ma un'arma più potente della polvere da sparo e degli archibugi sta vedendo gli albori in quel tempo: il libro. Attraverso il tipografo umanista Aldo Manuzio, il libro diffonde la cultura, le idee e riscatta le genti dall'oppressione dei potenti.

### Simboli
Lo stemma e il gonfalone sono stati concessi con decreto dle presidente della Repubblica del 26 aprile 1983.
Il gonfalone è un drappo di giallo.

## Monumenti e luoghi d'interesse

### Museo delle Scritture Aldo Manuzio
Nella cittadina dei Lepini è stata da oltre un decennio avviata una raccolta di Opere Aldine. Più di recente è nato, in collaborazione con l'Università degli Studi di Roma "La Sapienza", il progetto di un Museo delle Scritture con l'intento di restaurare e, quindi, valorizzare una sala in cui sono conservati importanti graffiti carcerari della fine del XVIII secolo.
Il Museo delle Scritture Aldo Manuzio rende omaggio al suo più celebre concittadino e rappresenta un centro di ricerca, conservazione e valorizzazione delle scritture, che racconta in chiave didattica un percorso storico e antropologico.
Aldo Manuzio
Mosso dal desiderio di preservare la letteratura e la filosofia greca, nonché il grande patrimonio della letteratura latina, diffondendone i capolavori in edizioni stampate, Aldo Manuzio, nel 1494, aprì la tipografia nella contrada Sant'Agostino e rapidamente, in tutta Europa, i suoi volumi furono conosciuti con il nome di "edizioni aldine".
Tra le innovazioni più significative alla moderna cultura della scrittura, da egli apportate, annoveriamo: l'avvio nel 1501, a una collana di libri in cui per la prima volta venne utilizzato il carattere corsivo; la definitiva sistemazione della punteggiatura con l'invenzione del punto e virgola; la creazione del libro tascabile; e, infine, l'introduzione della numerazione delle pagine.
Il museo
Ricavato all'interno del cinquecentesco Palazzo Caetani, il Museo è accessibile attraverso Porta Salamandra, l'antica porta cittadina.
Sul piano dell'allestimento il Museo delle Scritture presenta scenografie suggestive e dispositivi interattivi, efficaci a promuovere un apprendimento attraverso la partecipazione diretta, permettendo di conoscere facendo esperienza.
Tre sale espongono macchine tipografiche e suggeriscono un percorso storico in cui si può leggere l'evoluzione della scrittura dalle tavole in pietra fino ad arrivare ai moderni pc, passando per varie forme di comunicazione quali la posta, i cellulari, i manifesti e le penne. L'allestimento mette, quindi, in risalto le forme di comunicazione che hanno contribuito a scrivere la storia evidenziando le rivoluzioni tecnologiche nel campo della comunicazione
Le testimonianze in mostra documentano, inoltre, il rapporto degli abitanti del paese con la scrittura nelle pratiche lavorative, nelle esperienze scolastiche, autobiografiche e liriche.
Sala "Graffiti. Ovvero dei vantaggi secondari dell'esclusione"
La sala Graffiti è la più rilevante del palazzo e la più significativa dal punto di vista del tema del museo. 
Un vero e proprio documento che ha richiesto numerose opere di restauro e puntuale valorizzazione, grazie alla collaborazione con l'Università degli Studi di Roma "La Sapienza".
Le pareti della sala presentano graffiti e disegni a carboncino. Vi si scorgono testi di denunce, riproduzioni di paesaggi, simboli religiosi, volti e tanto altro di non sempre immediata individuazione e di completa comprensione.
È legittimo suppore che tali scritture, per buona parte risalenti alla fine del Settecento e ai primi decenni dell'Ottocento, siano state prodotte da persone recluse, quando la struttura ospitava la prigione.
I graffiti rappresentano una grande testimonianza storica, riuscendo ad evocare le storie e la mentalità degli uomini di quel periodo.

### Architetture religiose

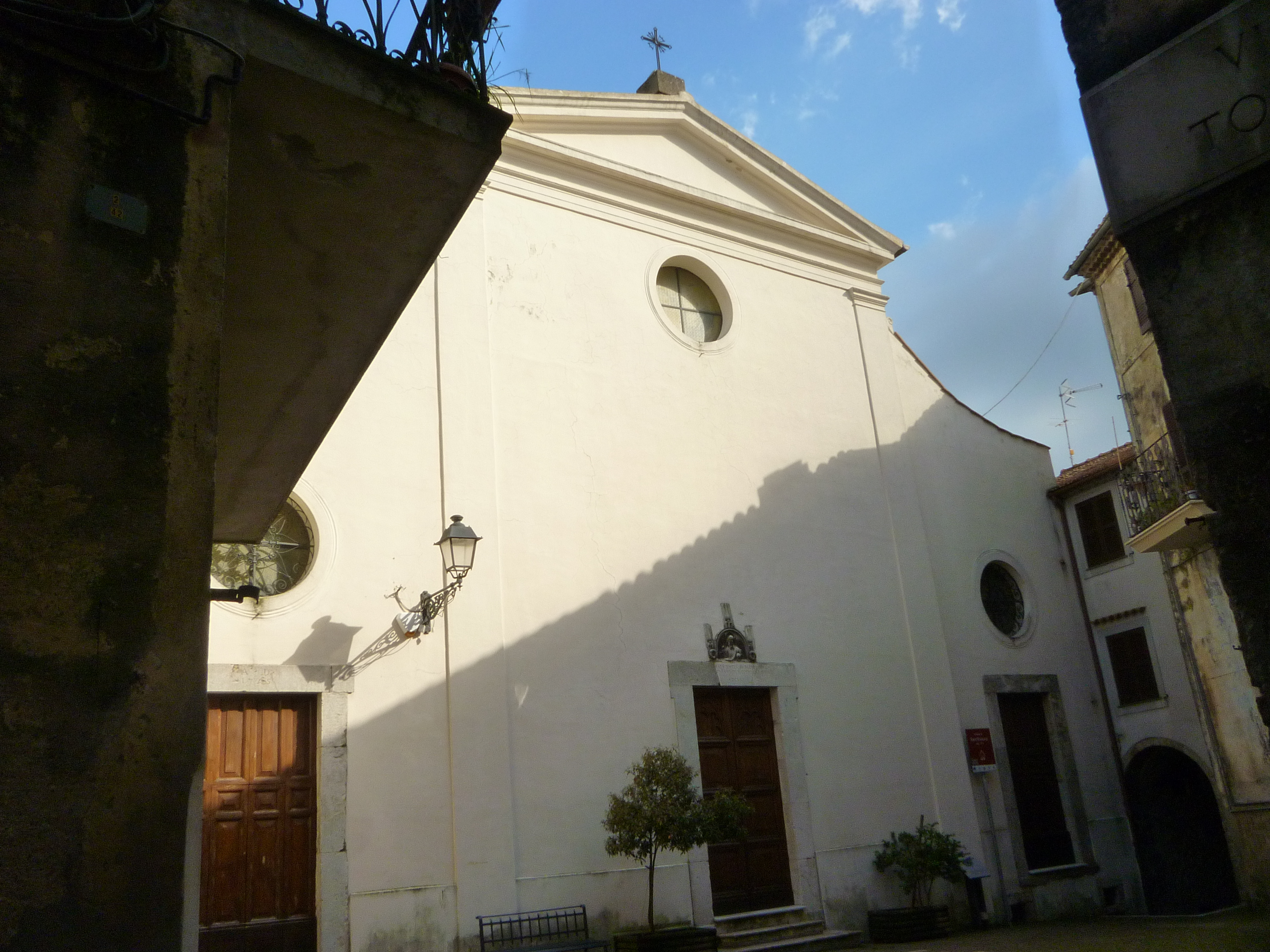
Chiesa di Sant'Erasmo

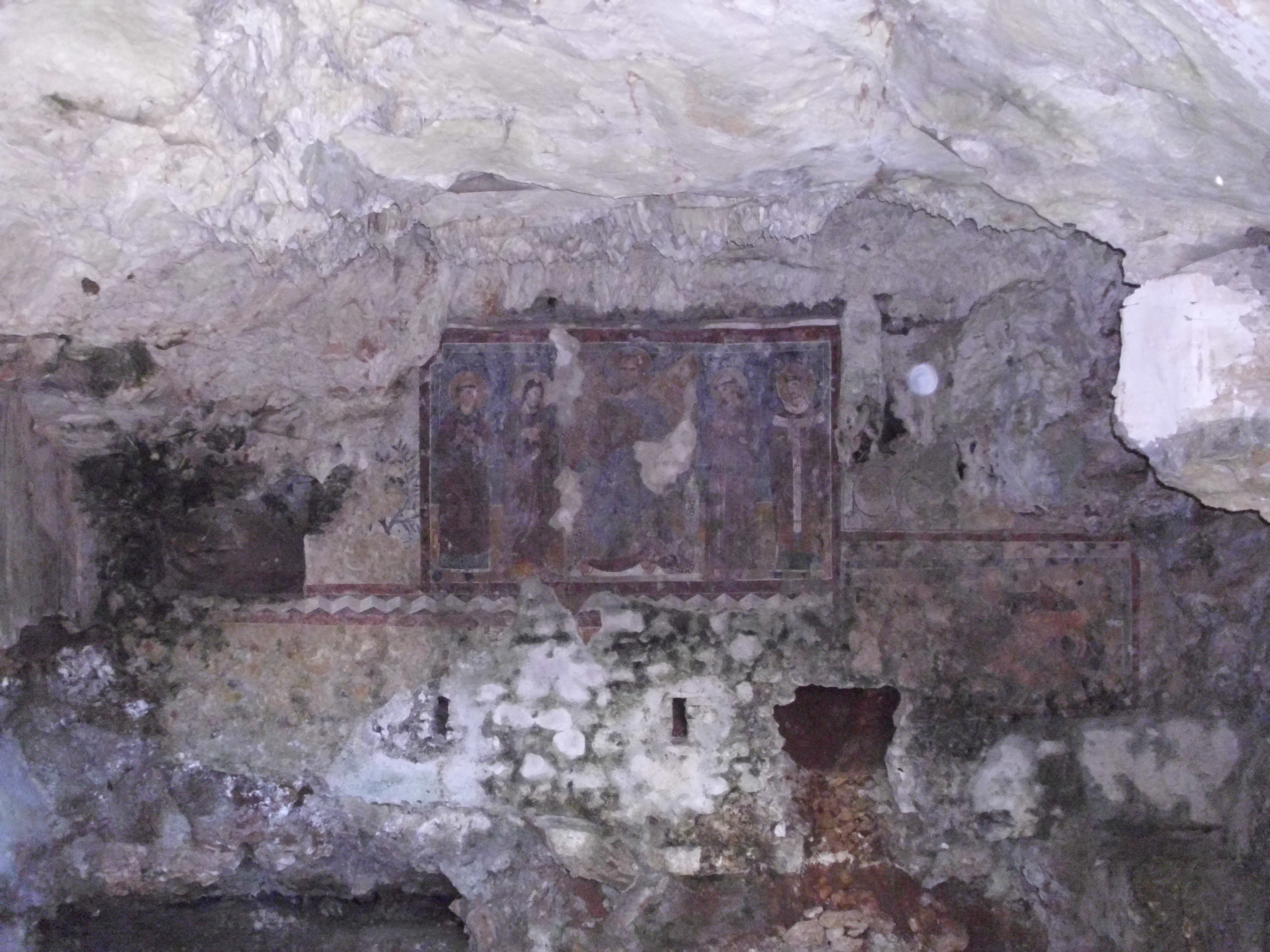
Gesù ed i Santi.

La chiesa, dedicata a Sant'Erasmo Vescovo di Formia, fu edificata intorno al XII secolo. I numerosi interventi di restauro hanno radicalmente cambiato l'architettura dell'edificio originale. Sulla facciata possiamo notare un bassorilievo che raffigura il “Cristo Benedicente”.
L'interno tipicamente neoclassico, è diviso in tre navate, dietro l'altare maggiore è presente un'abside semicircolare dove è collocato un coro ligneo del 1852 scolpito dall'ebanista Frattini. Sopra il coro sono collocate tre tele, la centrale realizzata nel 1599 da Francesco da Castello Flander. In una piccola cappella in fondo alla navata di sinistra vi è collocata una fonte battesimale del XII secolo, sorretta da un leone in marmo di epoca romanica la piccola cappella vede anche la presenza di numerosi affreschi del 1582. La chiesa di Sant'Erasmo ha avuto l'ultimo restauro nel 2002.
Chiesa di San Nicola
Dedicata originariamente a San Pietro Apostolo, la chiesa di San Nicola risale al 1200.  La struttura a croce latina divide la chiesa in due navate, di cui la laterale con copertura a crociera e la centrale con copertura a capriate, ed un transetto. Gli affreschi, che ricoprano quasi interamente le pareti, sono di gusto popolare, e raccontano la vita dei Santi. Di particolare interesse, l'ambone in pietra, appoggiato ad un muro di sostegno e puntellato da una colonna con base ornata. Nella parete di fondo, sopra l'altare maggiore è stato ritrovato un affresco raffigurante la Vergine con il Bambino. Questo affresco fino al momento del restauro era coperto da una grande pala del ‘600. Custodito nella navata centrale vi è un prezioso olio su tavola raffigurante il SS.mo Salvatore, opera del pittore rinascimentale Girolamo Siciolante da Sermoneta.
Chiesa di Santa Maria
La piccola chiesa di Santa Maria nasce come parte di un monastero benedettino nel XII secolo. Santa Maria si sviluppa su due livelli: l'oratorio in alto e la sala capitolare in basso, con l'ingresso nella sottostante via delle mura. La lunetta che sormonta il portale di ingresso reca un affresco con l'immagine del Cristo Benedicente. All'interno della chiesa, oggi adibita a punto polifunzionale, sono ancora visibili due affreschi nella zona absidale. Nel centro polifunzionale S. Maria sono attualmente presenti due esposizioni; la prima è la mostra sull'unita d'Italia e la seconda è il museo della malacologia dove sono esposte varie conchiglie provenienti da tutto il mondo.
Santuario del Crocifisso
Il Santuario del Crocifisso, si colloca a circa tre chilometri dal centro abitato, in località Selva Scura, databili intorno al XII secolo, prende il nome dal celebre Crocifisso ligneo custodito al suo interno, scolpito da Fra' Vincenzo Pietrosanti nel 1673. Abitato fin dall'origine dai frati Francescani. Il modesto edificio vede al suo interno la presenza della grotta di Selvascura (o grotta dei templari) interamente affrescata, i quali risalgono probabilmente alla prima metà del XV secolo. Attigua alla grotta è la cappella rotonda, costruita nella seconda metà del Seicento per ospitare la scultura in legno del Crocifisso. Il Santuario è oggetto di una lunga e complessa fase di restauro, iniziata nel 1976 e non ancora conclusasi.
Santuario della Santissima Trinità
Il Santuario della Trinità è posto a circa cinque chilometri da Bassiano. Il piccolo santuario edificato probabilmente intorno alla metà del Seicento, andato in rovina a causa delle intemperie che nei secoli si sono abbattute su di esso. Il modesto edificio fu interamente riedificato, dal popolo bassianese, sul finire degli anni trenta. Negli anni novanta il Santuario è stato oggetto di un nuovo restauro, realizzato per volere del parroco Don Angelo Buonaiuto e del popolo bassianese, con l'aiuto del reparto elicotteristico del Gruppo Forestale dello Stato e di numerosi volontari.

### Il centro storico
Le maestose mura castellane, fatte costruire dai Caetani nel XIII secolo, costituiscono la struttura a spirale del paese, una serie di scalette crea un gioco tra i vicoli e passaggi nascosti che culminano verso la collina in cui troneggia la chiesa di S. Erasmo e la piazza della Torre Civica. Le tre porte di accesso al borgo non rappresentano semplicemente un'apertura nelle mura ma un luogo dì incontro fra due mondi: l'urbano ed il rurale, l'interno e l'esterno. Entrando nel borgo attraverso l'arco della Porta nuova e affacciandosi dalla terrazza del belvedere ci si ritrova immersi in un mare di verde fatto di faggi, di lecci e di querce. Il borgo medioevale è costruito da antiche case chiamate “Case Torri” interrotte da una serie di affascinanti vicoli.

## Società

### Evoluzione demografica
Abitanti censiti

### Etnie e minoranze straniere
Secondo i dati ISTAT al 31 dicembre 2010 la popolazione straniera residente era di 76 persone. Le nazionalità maggiormente rappresentate in base alla loro percentuale sul totale della popolazione residente erano:
Romania 54 3,27%

## Cultura

### Istruzione

#### Musei
Museo delle Scritture
Dedicato all'illustre umanista editore e stampatore, Aldo Manuzio nato a Bassiano, il museo valorizza la significativa collezione delle sue opere e l'originale contributo innovativo, inserendoli in un percorso storico e antropologico delle forme di scrittura. L'allestimento propone tipi e funzioni di comunicazione scritta che provengono da molto lontano e che oggi la società multiculturale avvicina come enigmi alla nostra esperienza quotidiana. Nel museo si dà risalto alle rivoluzioni tecnologiche nelle forme del comunicare e al diverso rapporto che via via si è creato tra scrittura e oralità. Un grande rilievo è dato alle scritture marginali locali (di pastori, graffitismo), con esempi significativi sia all'interno del museo che all'esterno.
Laboratorio Horst
Horst, il Laboratorio di geologia, è diviso in vari settori tematici, ognuno dei quali rappresenta un argomento legato alle Scienze della Terra, dall'origine del nostro pianeta, alle impronte di dinosauri di Sezze fino al Plattenkalk di Bassiano. Il laboratorio è corredato di sussidi didattici in grado di fornire tutte le informazioni necessarie alla comprensione di ogni argomento trattato. Il visitatore non è un semplice spettatore di vetrine e pannelli esplicativi, ma diventa attore protagonista facendo funzionare le macchine interattive che illustrano i vari processi geologici. Nel laboratorio sono infatti presenti anche dei sussidi ludico-multimediali che fanno scatenare la fantasia e il desiderio di scoperta del fruente, senza mai portare la precisione scientifica in secondo piano. Il laboratorio geologico è inoltre caratterizzato dalla presenza di fossili e rocce provenienti dai Monti Lepini ed Ausoni, alcuni dei quali possiedono un elevato valore scientifico.

### Cinema
Nel paese e nel suo territorio montano nell'autunno del 1967 furono girati gli esterni del film "Il Profeta", regia di Dino Risi, interpretato da Vittorio Gassman e Ann Margret, fotografia di Sandro D'Eva.

## Economia
Di seguito la tabella storica elaborata dall'Istat a tema Unità locali, intesa come numero di imprese attive, ed addetti, intesi come numero addetti delle unità locali delle imprese attive (valori medi annui).
|          | 2015                  |                              |                            |                |                       |                     | 2014                  |                | 2013                  |                |
| -------- | --------------------- | ---------------------------- | -------------------------- | -------------- | --------------------- | ------------------- | --------------------- | -------------- | --------------------- | -------------- |
|          | Numero imprese attive | % Provinciale Imprese attive | % Regionale Imprese attive | Numero addetti | % Provinciale Addetti | % Regionale Addetti | Numero imprese attive | Numero addetti | Numero imprese attive | Numero addetti |
| Bassiano | 60                    | 0,15%                        | 0,01%                      | 128            | 0,10%                 | 0,01%               | 67                    | 139            | 63                    | 137            |
| Latina   | 39.304                |                              | 8,43%                      | 122.198        |                       | 7,75%               | 39.446                | 120.897        | 39.915                | 123.310        |
| Lazio    | 455.591               |                              |                            | 1.539.359      |                       |                     | 457.686               | 1.510.459      | 464.094               | 1.525.471      |

Nel 2015 le 60 imprese operanti nel territorio comunale, che rappresentavano lo 0,15% del totale provinciale (39.304 imprese attive), hanno occupato 128 addetti, lo 0,1% del dato provinciale (122.198 addetti); in media, ogni impresa nel 2015 ha occupato due persone (2,13).

### Agricoltura
La città è conosciuta per la produzione di prosciutto, olio extra vergine d'olivo e vino.

### Turismo
È comune nominato bandiera arancione da Touring Club Italiano.

## Amministrazione
Nel 1934 passa dalla provincia di Roma alla provincia di Littoria (odierna Latina).

### Altre informazioni amministrative
- Fa parte della Comunità montana dei Monti Lepini Ausoni.